# Épaphos
Dans la mythologie grecque, Épaphos est le fils de Zeus et d'Io.

## Mythologie
Le nom "Épaphos" renvoie au nom grec du dieu égyptien Apis.
Né en Égypte, Il est enlevé après sa naissance par la jalouse Héra, et livré aux Curètes. Zeus, irrité, foudroya ses gardiens et le délivra.
Devenu grand, Épaphos a une querelle avec Phaéton, prétendant que celui-ci n'est pas fils d'Hélios comme il s'en vante ; c'est là l'origine du malheur de Phaéton. Il devient roi d'Égypte et épouse Memphis, fille du Nil, en l'honneur de laquelle il fonde la ville de Memphis et de qui il a une fille, Libye.

## Art

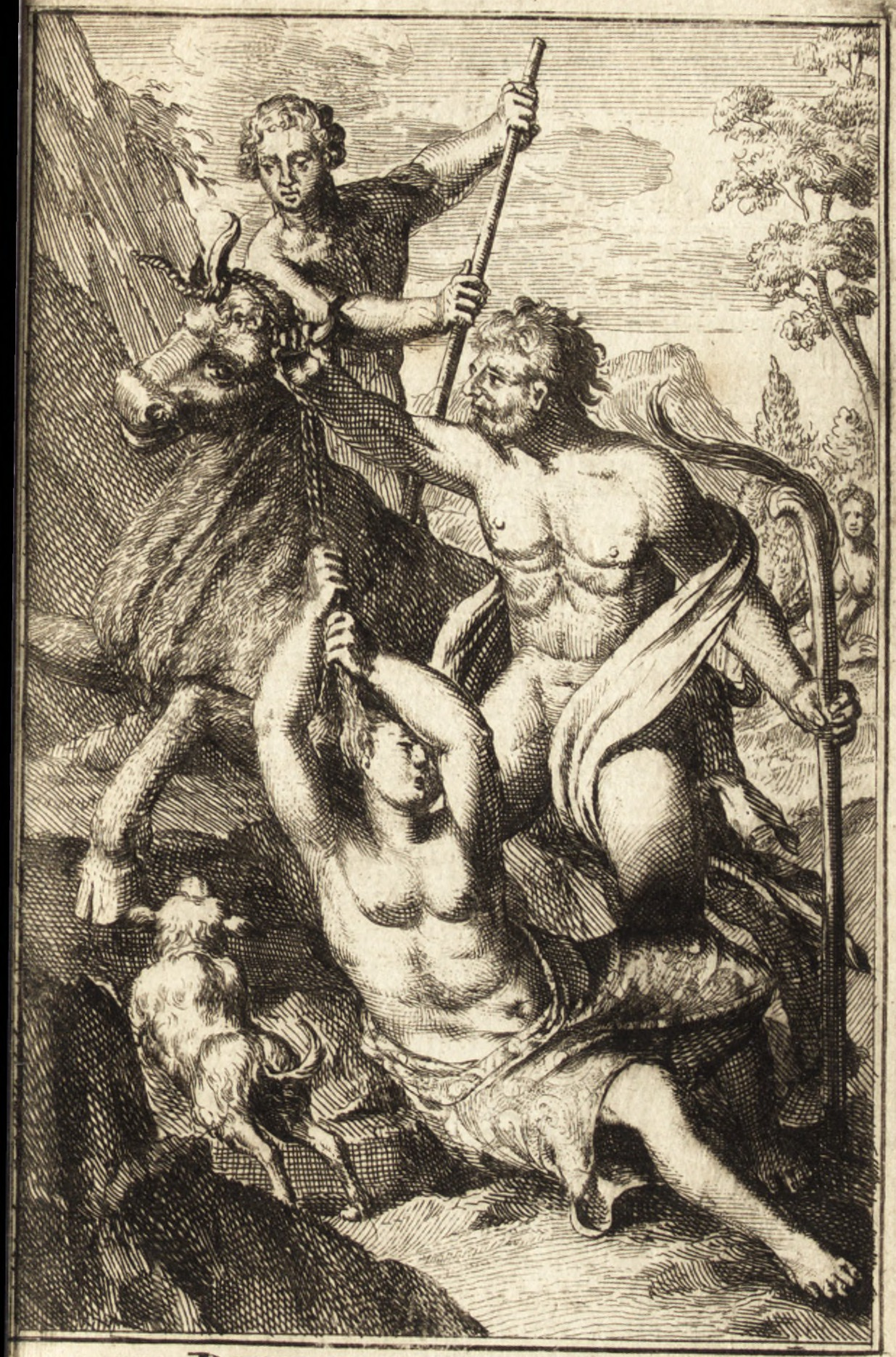

Le mythe d'Épaphos est peu représenté dans les productions artistiques, seule l'iconographie de sa querelle avec Phaéton est figurée sur une majolique du XIVe siècle conservée au Rijksmuseum.